# Дванайсета нощ
„Дванайсета нощ или каквото щете“ (на английски: Twelfth Night, or What You Will) е романтична комедия от Уилям Шекспир, за която се смята, че е написана около 1601 – 1602 година по време на фестивала „Дванадесета нощ“ за края на коледния сезон. Пиесата се съсредоточава върху близнаците Виола и Себастиан, които са разделени при корабокрушение. Виола, която е дегизирана като мъж, на име Чезарио, се влюбва в княз Орсино, който от своя страна е влюбен в графиня Оливия. След срещата с маскираната Виола, графиня Оливия се влюбва в нея, мислейки я за мъж.
Първото документирано представяне на пиесата пред публика е на 2 февруари 1602 – Сретение Господне, официалният край на коледните празници. Пиесата е публикувана за пръв път чак през 1623 в „Първото фолио“.

## Действащи лица
- Оливия – заможна графиня
- Виола – млада жена, дегизирана като Чезарио
- Орсино – княз на Илирия
- Себастиан – брат на Виола
- Антонио – морски капитан, приятел на Себастиан
- Капитанът – приятел на Виола
- Валентин – благородник от двора на княза
- Турио – благородник от двора на княза
- Сър Тоби Хлъц – вуйчо на Оливия
- Сър Андрю Чикчирик – приятел на сър Тоби
- Малволио – домоуправител на Оливия
- Фабиан – слуга на Оливия
- Фесте – шут на Оливия
- Мария – прислужница на Оливия
- Придворни, свещеник, моряци, свирачи и придружаващи

## Сюжет

### Първо действие
Първа сцена запознава с княз Орсино, който е влюбен в момиче на име Оливия. Неговият слуга отива да я попита дали би искала на се види с княза. Отговорът на Оливия обаче е, че тя не желае да бъде виждана публично преди да са минали седем години траур след смъртта на баща ѝ и брат ѝ.
| „ | Простете, но графинята изобщо не ме прие, мой княже, и изпрати прислужницата да ми съобщи, че небосводът щял да я съгледа в откритото лице едва когато преминело под него седмо лято, защото дотогаз под черно було тя щяла да се крие и да ръси с горчиви сълзи стаите в дома си веднъж на ден, редовно; всичко туй, за да опази по-задълго свежа скръбта си по покойния си брат. | “ |

В сцена втора, след корабокрушението Виола излиза на брега на Илирия. Тя вярва, че нейният брат Себастиян е загинал при корабокрушението. Тя убеждава капитана да се представят за евнуси и да постъпят на служба при княза.
В третата сцена се появяват сър Тоби и Мария, които обсъждат решението на Оливия да продължи траура си седем години. Те говорят и за сър Андрю – глуповат рицар, който ухажва Оливия. Влиза сър Андрю и съобщава, че заминава на другия ден, но сър Тоби го спира, казвайки му, че Оливия не се интересува от княза.
В сцена четвърта Виола вече е влязла в ролята на Чезарио и работи като паж на княза. Нейната първа задача е да опита да убеди Оливия да се види с Орсино. Виола вече е влюбена в княза.
| „ | Вий стойте там! Цезарио, за мен ти знаеш всичко. Своята душа пред тебе като таен ръкопис разгърнал съм. Върви при нея бързо, не се оставяй да те върнат с отказ, упорствай, стой на входа, заяви им, че корени ще пуснеш, но ще бъдеш приет от нея! (Князът) | “ |

В пета сцена Мария и шутът Фесте говорят за Оливия, когато Малволио влиза заедно с Оливия и нейната свита. Мария съобщава за пристигането на млад мъж (Чезарио), който иска да се види с Оливия, но графинята е категорична, че ако князът го е изпратил, тя няма да се види с него. Чезарио обаче е много настоятелен и успява да се срещне с графинята. „Младият мъж“ не успява да убеди Оливия в любовта на княза, но, след като си тръгва, се разбира, че графинята се е влюбила в младия паж. Тя изпраща Малволио да върне на Чезарио пръстен, който той е забравил.
| „ | Но стой! Сърце, по-бавно! О, да би бил той на мястото на своя господар! Тъй бързо хващала таз болест! Чувствам как образът на младия посланик прониква с тихи стъпки крадешком на взора ми в разтворения дом! Боя се, но не мога да се спра! (Оливия) | “ |

### Второ действие
В първата сцена Себастиан, братът близнак на Виола, стига до брега след корабокрушението, спасен от Антонио. Антонио иска да стане паж на Себастиан.
В следващата сцена Малволио връща пръстенът на Чезарио. Младият паж не приема обратно пръстена и пратеникът на графинята го оставя на земята пред него. Виола подозира, че Оливия се е влюбила в нея.
| „ | О, външност, днес разбирам как със тебе Лукавия подмамва нас, глупачки, и как без труд двуличните красавци успяват своя лик да отпечатат във восъка на женските сърца! О, клети ний, създадени сме слаби, но що да правим, като сме такива? Не виждам изход! Моят господар е влюбен в нея; аз – природно чудо — увлечена съм в него; а пък тя — измамена – е пламнала по мене! (Виола) | “ |

В третата сцена сър Тоби и сър Андрю гуляят. Фесте се присъединява и им изпява любовна песен. Мария отива, за да ги предупреди, че вдигат твърде много шум. Малволио предупреждава сър Тоби, че ако не спре да пие, ще бъде изгонен от къщата на Оливия. Малволио напуска, а Мария съставя план да му подхвърли фалшиво любовно писмо от Оливия.
В четвърта сцена страдащият от любов княз иска да послуша музика. Пристига Фесте и му изпява любовна песен. Князът изпраща Чезарио при Оливия, за да опита отново да я предразположи.
В пета сцена сър Тоби, сър Андрю и Фабиан са се скрили зад дърво, чакайки Малволио да открие лъжливото любовно писмо. Малволио влиза на сцената, разсъждавайки какво ли би било да се ожени за Оливия. Той открива писмото, в което „графинята“ му заръчва да бъде груб с роднините ѝ, надменен с прислугата и да носи жълти чорапи.

### Трето действие
В първата сцена Чезарио отива при Оливия. Младият паж говори с Фесте, сър Тоби и сър Андрю. Оливия изповядва любовта си пред Чезарио, който избягва след чутото.
| „ | Нощта на любовта е като ден. Цезарио, в моминство, чест и име, във всичко туй, което ний цениме, кълна ти се: обичам те така, че на страстта от бурната река повлечена, сама към тебе ида, забравила разсъдък и обида! Но туй, че ти издадох свойта жажда, не бива твоя отклик да охлажда. Навярно ти се виждам твърде смела, но бих на твое място предпочела пред друг несигурен любовен лов една приета сигурна любов. (Оливия) | “ |

Във втората сцена сър Андрю се опитва да напусне замъка след любовното обяснение на Оливия към Чезарио. Сър Тоби и Фабиан го спират, убеждавайки го да предизвика младия паж на дуел. Влиза Мария и им разказва за Малволио, който е последвал всички инструкции от писмото.
Себастиан и Антонио влизат в столицата в третата сцена от действието. Антонио признава на Себастиан, че има проблеми с княза и двамата се разделят.
В IV сцена Оливия обмисля как да покани Чезарио в дома си. Малволио влиза. Той е обут в жълти кръстосани чорапи и държанието му е непонятно за графинята и тя решава, че Малволио е полудял. Съобщават на Оливия, че Чезарио е пристигнал и тя възлага на вуйчо си сър Тоби да се погрижи за Малволио. Андрю показва писмото с предизвикателството, а сър Тоби го дава на Чезарио, предупреждавайки го, че сър Андрю е най-добрият боец в страната. Тоби казва същото и на Андрю за Чезарио. Антонио вижда началото на дуела, мислейки Чезарио за Себастиан, и предлага да се бие вместо своя приятел, но бива арестуван от полицията. Антонио се обръща за помощ към Чезарио, който очевидно не го познава и му отказва. Тогава Антонио го нарича с името „Себастиан“, което дава надежда на Виола.
| „ | Но колко грозен идол се оказа туй мое божество! Себастиан, опозори ти дивната си външност! Но тялото не знае грозота; тя само на духа ни е черта и няма друг сакат човек освен тоз, който е със дух осакатен. Добро и хубост заедно вървят, а хубавото зло е празен съд, изписан от Лукавия! (Антонио) | “ |

### Четвърто действие
Фесте тръгва да търси Чезарио, но вижда Себастиан и води него при Оливия. Когато отива там, Андрю удря Себастиан, също мислейки го за Чезарио. Себастиан обаче отвръща на удара на Андрю. Сър Тоби вади меча си, но бързо бива надвит. Излиза Оливия и заповядва на Тоби да спре. Себастиан се влюбва в Оливия от пръв поглед.
Във втора сцена Малволио е заключен в тъмница, смятан от всички за луд. Фесте се преоблича като отец Топаз и отива да дразни Малволио. Затворникът го моли за мастило и перо, но шутът отказва и си тръгва.
III сцена започва със Себастиан, който е в градината на Оливия и се опитва да си обясни странното ѝ поведение. Графинята се появява със свещеник и моли Себастиан да се ожени за нея, мислейки го за Чезарио. Себастиан се съгласява.
| „ | Недей осъжда тази ми припряност, а с мен ела в параклиса домашен. Под свода му пред тоз духовник благ ще те помоля да повториш пак обета си, така че тази моя недоверчива, трепетна душа да се успокои. Той в пълна тайна ще пази всичко до деня, във който ти сам поискаш да го разгласим, за да се свържем с тържество, достойно за потеклото ми. Какво ще кажеш? (Оливия) | “ |

### Пето действие
Тази последна дълга сцена е развръзката на всички сюжетни линии в комедията. Фесте и Фабиан обсъждат писмото, когато влиза княз Орсино, дошъл да говори с Оливия лично. Влиза и Антонио със стражите. Виола (Чезарио) го посочва на княза и казва, че ѝ е спасил живота. Князът разпознава Антонио и търси обяснение. Антонио разказва за Себастиан, с когото са били заедно през последните три месеца. Князът отрича това да е истина, тъй като Чезарио е работил за него през същото време. Влиза Оливия със свитата си и обвинява Виола, че не е удържала на думата си. Графинята отхвърля Орсино и князът се обръща да си върви заедно с Чезарио, но Оливия се обръща към младия паж с думата „съпруже“. Виола отрича, но се появява свещеникът, който потвърждава думите на графинята. Сър Тоби и сър Андрю влизат, обвинявайки Чезарио в нанесен побой. Влиза Себастиан и всички се взират учудени в близнаците.
| „ | Като че виждам себе си отсреща, а брат аз нямам, ни съм бог могъщ, та тук и там да бъда вездесъщ! Сестрица бе ми дадена една, но я погълна сляпата вълна. (Себастиан) | “ |

Князът, осъзнал, че Виола е жена, ѝ се обяснява в любов, след като Оливия е вече омъжена. Фесте влиза с писмото на Малволио. Влиза Малволио и нарича Оливия лъжкиня, написвайки такова писмо за него. Графинята заявява, че писмото е написано от Мария. Фабиан признава за плана им да отмъстят на Малволио и съобщава, че сър Тоби се е оженил за Мария. Малволио се заклева да си отмъсти, а Фесте завършва сцената с песен:
| „ | Човек, когато е момче, хей-хо, пълзят мъгли, мъгли, играта само го влече, а пък дъждът вали, вали… Човек, когато стане мъж, хей-хо, пълзят мъгли, мъгли, момата вика: Мене дръж!, а пък дъждът вали, вали… Човек, когато хлътне в брак, хей-хо, пълзят мъгли, мъгли, надзърта все към чужди праг, а пък дъждът вали, вали… Човек, когато стане стар, хей-хо, пълзят мъгли, мъгли, бутилката му е другар, а пък дъждът вали, вали… Животът тъй е, то се знай, хей-хо, дъждът вали, вали… но нека с туй да сложим край, а утре пак – добре дошли! | “ |

## Място на действието
Илирия е екзотично място, важно за романтичната атмосфера на пиесата. Илирия е била древен регион в Западните Балкани, разположен на източния бряг на Адриатическо море. Регионът включва бреговете на днешните Словения, Хърватия, Босна и Херцеговина, Черна гора и Албания. Включва се също и Дубровнишката република, за която се смята, че е място на действието.
Идеята за Илирия може да е подсказана от римската комедия на Плавт Menaechmi, сюжетът на която включва объркването на самоличностите на двама близнаци. Илирия е спомената и като свърталище на пирати в по-ранната Шекспирова пиеса „Хенри VI“, втора част. Имената на повечето персонажи са с италиански произход, но някои от комичните герои носят английски имена. Странно е, че илирийската дама Оливия има английски чичо – сър Тоби Хлъц.

## Предистория
Смята се, че пиесата е съставена до голяма степен върху италианската комедия „Измамените“ (The Deceived Ones), написана от колектив през 1531 г. Предполага се, че името Орсино идва от Вирджинио Орсини – княз на Брачано, италиански благородник, посетил Лондон през зимата на 1600 г.
Друг източник на историята е „За Аполон и Сила“ (Of Apollonius and Silla), появила се през 1581 г.
„Дванайсета нощ“ препраща към дванадесетата нощ след Коледа, наричана още Богоявление. Първоначално празникът е католически и подобно на останалите християнски празници е бил повод за веселба. Слугите често се преобличали като своите господар. Историята на празничния ритуал е свързана с древноримския фестивал „Сатурналия“ (Saturnalia), който се е състоял по същото време на годината. Той се е характеризирал с пиянско веселие и инверсия на социалния ред – господарите стават роби за един ден и обратно. Това е културният произход на идеята в сюжета за смяната на половете и дегизирането.
Празненството за дванадесетата нощ в Елизабетинската епоха включва забавления, песни и маскаради. Счита се, че пиесата следва и запазва традиционната атмосфера на реда в безредието.

## Период и текст
Пълното заглавие на пиесата е „Дванайсета нощ или каквото щете“. И макар че подзаглавието за пиесите през Елизабетинската епоха се е смятало за модерно, това е единствената Шекспирова пиеса, която има такова още с първото си публикуване.
Предполага се, че пиесата е завършена между 1600 и 1601 година. Джон Манингам, студент по право в Лондон, описва представление на 2 февруари 1602 година. Това е първото засвидетелствано представление пред публика на пиесата. Комедията е публикувана за пръв път едва през 1623 година, когато е включена в „Първото фолио“.

## Теми и мотиви

### Трансвестизъм
Виола не е единствената преобличаща се героиня на Шекспир. За театъра по времето на Шекспир е обичайна практика млади момчета да изиграват ролите на женските персонажи, което допринася за подсилването на хумора.
Тъй като самата природа на „Дванайсета нощ“ изследва половата идентичност и сексуалното привличане, участието на мъж актьор в ролята на Виола засилва впечатлението за андрогиния и сексуална неопределеност. Някои съвременни изследователи вярват, че „Дванайсета нощ“, с подсиленото объркване на мъжките актьори, адресира въпросите за половата идентичност. Те също така вярват, че изобразяването на пола в пиесата произтича от преобладаващата през епохата научна теория, че жените са просто несъвършени мъже.

### Сексуално привличане
Всеки главен герой в „Дванадесета нощ“ изпитва някаква форма на желание. Херцог Орсино е влюбен в Оливия. Виола се влюбва в Орсино, докато е преоблечен като Чезарио. Оливия се влюбва в Чезарио. Този любовен триъгълник е решен едва когато Оливия се влюби в брата близнак на Виола, Себастиан, и в последния момент Орсино решава, че всъщност обича Виола. Дванайсета нощ извлича голяма част от своята комична]сила, като засища тези любовници. Например Шекспир осмива цветната любовна поезия на Орсино, като показва, че Орсино е по-влюбен от това, че е влюбен, отколкото в предполагаемите си любими. В същото време се показват подробности за сложните правила, които уреждат как благородниците участват в ухажването, Шекспир изследва как героите играят „играта“ на любовта.
„Дванадесета нощ“ допълнително се подиграва с романтичните идеи на главните герои за любовта през образите на слугите. Идиотското поведение на Малволио, с което той вярва, че ще спечели сърцето на Оливия, служи за подчертаване на малко по-малко глупави романтични идеи на Орсино. Междувременно сър Сър Андрю Чикчирик, сър Тоби Хлъц и Мария винаги пробиват страховити двойни антени, от които става ясно, че макар благородниците да рецитират цветна поезия за романтичната любов, тази любов поне отчасти е мотивирана от привличане и желание за секс. Освен това Шекспир показва как предаността, която свързва братя и сестри (Виола и Себастиан) и слуги към господари (Антонио към Себастиан, и Мария с Оливия), всъщност се оказва по-постоянна, от която и да е от романтичните връзки в пиесата.

### Меланхолия
По време на Ренесанса меланхолията се смята за болест. Меланхолията възниква от любовта: предимно нарцистично самолюбие или несподелена романтична любов. Няколко героя в Дванайсета нощ страдат от някаква версия на любов или меланхолия. Орсино проявява много симптоми на заболяването (включително летаргия, бездействие и интерес към музиката и поезията). Облечена като Чезарио, Виола описва себе си като умираща от меланхолия, тъй като не е в състояние да действа и да покаже любовта си към Орсино. Оливия също описва Малволио като меланхоличен и го обвинява в нарцисизъм.
Чрез акцента си върху меланхолията, „Дванайсета нощ“ разкрива болезнеността от любовта. В същото време пиесата сатиризира по-прекомерните действия на героите, които обявяват любовта си, тя също така осмива някои преувеличени или неискрени случаи на меланхолия и траур. Например, докато Виола изглежда изпитва дълбока болка от неспособността си да бъде с Орсино, Орсино се „лекува“ от интензивната любов, която изпитва към Оливия, веднага щом научава, че Виола е на разположение.

### Лудост
Темата за лудостта в „Дванайсета нощ“ често се припокрива с темата за сексуалното привличане, или по-скоро лудостта е породена от невъзможността, неслучването на крайния акт от това привличане. Орсино говори за способността на любовта, произвеждаща множество променящи се образи на любимия, подобни на халюцинации. Оливия отбелязва в определени моменти, че желанието за Чезарио я прави луда. Тези примери за лудост са предимно метафорични: лудостта се превръща в начин героите да изразят интензивността на романтичните си чувства.
В пиесата обаче има и множество герои, които изглежда буквално полудяват. В една от сцените Мария, сър Тоби и Фабиан убеждават всички, че Малволио е луд. Объркването, което се получава от смесването на героите Виола / Чезарио и Себастиан, след пристигането на Себастиан в Илирия, също кара много от тях да мислят, че са загубили ума си. Общата комедия и хаос, които създават (и произтичат от това) това объркване, също споменават ритуализирания хаос на празника Дванадесета нощ в ренесансова Англия.

### Измама чрез дегизиране и ролеви игри
Героите в „Дванайсета нощ“ постоянно се маскират, за да подмамят онези около тях. Някои от най-забележителните примери за хитрости и ролеви игри в „Дванайсета нощ“ са Виола, дегизираща себе си като момче – Чезарио; Мария и сър Тоби си правят на Малволио; Фесте се облича като учения сър Топас. Чрез постоянното представяне и ролевата игра на своите герои, Шекспир ни напомня, че и ние като героите можем да играем роли в собствения си живот и да сме податливи на ролевата игра на другите.

### Отношението слуга/господар
В „Дванайсета нощ“, както и в много Шекспирови комедии, има много сходства между „висок“ набор от герои, господари или благородници и „нисък“ набор от герои, слугите. Тези отделни набори от герои и техните паралелни сюжети осигуряват комичен контрапункт и също отразяват естеството на празника Дванадесета нощ, който обикновено се празнува чрез обръщане на обикновения социален ред – слугите се преобличат като господарите си и обратно. Постоянната подигравка на шута Фесте с високопоставените допълнително затвърждава тази идея за разстройване на социалния ред.

### Тривиалността на любовта
Любовният триъгълник в „Дванайсета нощ“ се случва в резултат на погрешна идентичност. Виола се влюбва в херцог Орсино, но херцогът е влюбен в Оливия. Под прикритие като Чезарио, Виола не може да разкрие чувствата си на херцога. Междувременно Оливия се влюбва в „Чезарио“. Накрая Себастиан се вмъква в любовния триъгълник, когато Оливия го убеждава да се ожени за нея, мислейки, че е Чезарио. Малволио е влюбен в Оливия и се прави на глупак, за да я впечатли. Сър Андрю също е влюбен в Оливия и иска да се бие с Чезарио за честта си. Докато любовта в тази пиеса изглежда повърхностна, в крайна сметка тя се носи от всички герои.

## Символи
- Подаръците на Оливия – когато Оливия иска да уведоми Чезарио, че тя го обича, тя му изпраща пръстен по Малволио. По-късно, когато тя обърква Себастиан за Чезарио, тя му дава скъпоценна перла. Във всеки случай бижуто служи за знак на любовта ѝ – физически символ на романтичната ѝ привързаност към мъж, който е жена.
- Тъмницата на Малволио – когато сър Тоби и Мария се преструват, че Малволио е луд, те го затварят в тъмница. Тъмнината се превръща в символ на предполагаемото му безумие, тъй като те му казват, че стаята е изпълнена със светлина и неспособността му да вижда е знак за неговата лудост.
- Облеклото – дрехите символизират промените в пола – Виола облича мъжки дрехи. Малволио фантазира как да стане благородник, той си представя новите дрехи, които ще има. Когато Фесте се представя за сър Топас, той облича дрехата на благородник, въпреки че Малволио, когото заблуждава, не може да го види, предполагайки, че дрехите имат сила, която надхвърля физическата им функция.

## Персонажи
Съществува обмислен контраст между двата водещи женски образи в комедията. Виола е жената, която изстрадва тихо и самопожертвувателно своята голяма любов, докато Оливия е енергична и дейна жена, която целенасочено и упорито се стреми да извоюва своето щастие. В края на комедията, когато истината се разкрива, братът на Виола се появява съвсем навреме, за да се оформят двете щастливи двойки:
- Оливия, която се събира с младия паж – Себастиан;
- Виола, която се свързва безпрепятствено със своя Орсино;

Екзотичният свят Илирия се слива с този на Шекспирова Англия чрез образите на най-колоритните персонажи в комедията – сър Тоби Хлъц, вуйчо на Оливия, и сър Андрю Чикчирик. Редица изследователи смятат, че образът на сър Тоби е комедиен вариант на друг популярен Шекспиров образ – сър Джон Фалстаф. Сър Тоби непрестанно заблуждава глуповатия сър Андрю, че племенницата му не е безразлична към него, за да го задържи в имението по-дълго и да гуляе за негова сметка. Връх на ренесансовия комизъм е сцената с предизвикания дуел между сър Андрю и мнимия паж на княз Орсино, при който двамата герои бягат панически един от друг.

## История на представленията

### По времето и скоро след смъртта на Шекспир
„Дванайсета нощ“ вероятно е била поръчана за представление като част от тържествата за дванадесетата нощ, проведени от кралица Елизабет I в двореца Уайтхол на 6 януари 1601 година, за да се отбележи краят на визитата на италианския дипломат княз Орсино. През 1618 г. пиесата отново е изиграна, този път в понеделника от Великата седмица, както и на Сретение Господне през 1623 година. Когато пиесата е изпълнена за първи път, всички женски образи са изиграни от мъже или момчета.

### От Реставрацията до ХХ век
Пиесата е също така една от ранните Шекспирови постановки, поставяни в началото на Реставрацията. Адаптацията на сър Уилям Давенант е поставена през 1661 година с Томас Бътъртън в ролята на сър Тоби Хлъц. В дневника на Самюел Пийпс се споменава, че той е гледал пиесата три пъти – на 11 септември 1661 г., 6 януари 1663 г. и 20 януари 1669 г.
Друга адаптация, Love Betray'd, or, The Agreeable Disappointment, е изиграна в „Линкълн Ин Фийлдс“ през 1703 г.
В края на XVII и началото на XVIII век постановката се задържа на сцената под формата на различните адаптации. През 1741 година оригиналният Шекспиров текст на „Дванайсета нощ“ е възроден в продукцията на Дрюри Лейн. През 1820 година е поставена оперна версия на постановката от Фредерик Рейнолдс и с музика, композирана от Хенри Бишъп.

### XX век
- Влиятелни продукции са поставени през 1912 г. от Харли Гранвил-Баркер[18], а през 1916 г. – в Олд Вик.[19]

- Лилиан Бейлис отваря врати на „Садлърс Уелс Театър“[20] през 1931 г. със забележителна постановка на пиесата с участието на Ралф Ричардсън[21] в ролята на сър Тоби и Джон Гилгуд[22] като Малволио.

- Театърът „Олд Вик“ е открит отново през 1950 г. (след като претърпя сериозни щети при бомбардировките на Лондон[23] през 1941 г.) със запомняща се продукция с участието на Пеги Ашкрофт[24] като Виола. Джон Гилгуд режисира постановка в Мемориалния театър на Шекспир с Лорънс Оливие[25] в ролята на Малволио и Вивиен Лий[26], която играе и Виола, и Себастиан.

- Най-дълго представяната продукция на Бродуей[27] е постановката на Маргарет Уебстър[28] от 1940 г. с участието на Морис Евънс[29] като Малволио и Хелън Хейс[30] като Виола. Изиграват се 129 представления, два пъти повече от всяко друго представление поставяно на Бродуей.

- Постановка, режисирана от Ливиу Кюлей[31] в театъра Гутри /Guthrie Theater/[32] в Минеаполис, октомври – ноември 1984 г., е поставена в контекста на един архетипен цирков свят, подчертавайки неговия приказен, карнавален тон.[33]

### XXI век
Шекспировия театър „Глобус“ в Лондон, създаващ много забележителни и популярни представления, поставя през 2002 г. „Дванайсета нощ“, като артистичният директор на „Глобус“ Марк Риланс играе ролята на Оливия.
Ролята на Виола е дадена на много известни актриси през втората половина на 20. век и интерпретациите в светлината на това доколко те позволяват на публиката да преживее прегрешенията на стереотипните ролеви пола. Това понякога е свързано с това доколко постановките на пиесата се насочват към потвърждаване на усещането за обединение, например продукция от 1947 г., концентрирана върху показване на общност след Втората световна война, обединена в края на пиесата, водена от здрав герой / героиня във Виола, играна от Беатрикс Леман, тогава на 44 години. Продукцията на Royal Shakespeare от 1966 г. играе по отношение на половите прегрешения по-очевидно, като Диана Ригг като Виола показва много повече физическо привличане към херцога, отколкото преди, а съдът като цяло е по-демонстративно физическо място, особено между мъжете. Продукцията на Джон Бартън от 1969 г. участва с Доналд Синден в ролята на Малволио и Джуди Денч като Виола; изпълненията им са високо оценени, а продукцията като цяло е коментирана като показваща умиращо общество, което се разпада.
Малволио е популярен персонаж, който е предпочитан и често избиран от актьорите. Ролята е изигравана от Иън Холм много пъти, Саймън Ръсел Бийл (Donmar Warehouse, 2002), Ричард Кордери през 2005 г., Патрик Стюарт, в Чичестър, през 2007 г., Дерек Джакоби (склад на Донмар) през 2009 г., Ричард Уилсън през 2009 г. и Стивън Фрай в театър „Глобус“ през 2012 г.
През март 2017 г. продукцията на Кралския национален театър „Дванадесета нощ“ променя някои от ролите от мъжки на женски, включително Фесте, Фабиан (който стана Фабия) и най-вече Малволио – който става Малволия – изиграна от Тамсин Грейг. Голяма част от отзивите са положителни.
През 2017/18 г. Royal Shakespeare Company организира „Дванайсета нощ“, която е режисирана от Кристофър Лускомб. Ейдриън Едмондсън играе Малволио, а Кара Тойнтон играе Оливия.

## Адаптации

### На сцена

#### Пиеси
- 1999 година пиесата за поред път е адаптирана под името „Богоявление“ от Takarazuka Revue[47]. В нея всички роли са изиграни от жени.[48][49]

- 2008 година Theatre Grottesco[50] създава съвременна версия на пиесата от гледната точка на слугите, работещи за княз Орсино и лейди Оливия. Постановката е озаглавена „12-ата нощ на Гротеско“.[51][52] Адаптацията разглежда много по-задълбочено класовите проблеми и затруднението на обществото без лидерство.

- В Ню Йорк театралната компания Turn to Flesh Productions,[53],която специализира в създаването на „нови Шекспирови спектакли“, прави две пиеси, фокусирани върху фигурата на Малволио:
- „Комедия на наследниците или на самозванците“(на английски: Comedy of Heirors, or The Imposters by verse playwright) по драматургия на Емили Снайдер, която представя опозорения Малволио, преследващ две двойки близначки в Сиракуза и Ефес;
- „Отмъщението на Малволио“ (на английски: Malvolio's Revenge) от драматурга Дънкан Фластър – ексцентрично продължение на „Дванайсета нощ“.[54][55][56][57]

#### Мюзикъли
Заради темите, които поражда Шекспировото произведение, млади жени, търсещи независимост в „мъжкия свят“ и привличането на представители от един и същ пол (макар и по заобиколен начин), са създадени редица преработки за сцената, най-вече в музикалния театър, сред които са:
- Your Own Thing (1968)
- Music Is (1977)[58]
- Play On! (1997)[59]
- All Shook Up (2005)

Друга адаптация е „Илирия“ (2002) с композитор Пийт Милс, която продължава редовно да се изпълнява в Съединените щати.
През 2018 г. в The Public Theater в Ню Йорк се състои премиерата на музикална адаптация на „Дванайсета нощ“ с оригинална музика на Шейна Таъб, която също така влиза в ролята на Фесте.

#### Опера
През 1820 г. оперна версия е направена от Фредерик Рейнолдс, с музика, композирана от Хенри Бишоп и изпълнена за първи път в Ковънт Гардън.

### Филми
- 1910 Vitagraph Studios[63] пуска кратка адаптация на „Дванайсета нощ“ с участието на актьорите Флорънс Търнър[64], Джулия Суейн Гордън[65] и Марин Сеъс.[66]

- 1985 г. Лиса Готлийб[67] режисира филма Just One of the Guys[68] с участието на Джойс Хайзър.[69]

- Има австралийска адаптация от 1986 година.

- 1996 година Тревър Нън[70] режисира филмова адаптация, чието действие се развива в XIX век. В нея участват Имоджен Стъбс[71] в ролята на Виола, Хелена Бонам Картър като Оливия, Тоби Стивънс[72] като княз Орсино, Мел Смит като сър Тоби[73], Ричалд Грант[74] като сър Андрю, Бен Кингсли[75] като Фесте, Имелда Стонтън като Мария и Найджъл Хоторн[76] като Малволио. Голяма част от комичния елемент е пренебрегнат, превръщайки филма в истинска драма. Поради това филмът получава отрицателна критика.[77]

- Филмът на Disney Channel от 2001 година Motocrossed[78] поставя историята в света на мотокрос състезанията.

- През 2004 г. Роуз Бърн влиза в ролята на Виола във филма Wicker Park[79], определян като аматьорска продукция на „Дванайсета нощ“.

- Филмът от 2006 г. „Тя е пич“ (She's the Man) осъвременява историята като тийнейджърска комедия (подобно на „10 неща, които мразя у теб“ и „Укротяване на опърничавата“). Действието се развива в училище на име „Илирия“ и включва имената на главните герои в пиесата. Така например княз Орсино става Дюк Орсино (от английската дума за княз duke). Историята е променена, като в центъра на интригата стои футболно съперничество, но обърканият характер на романтиката си остава същия. Виола (в ролята Аманда Байнс) се преструва за своя брат Себастиан, а момиче на име Оливия (в ролята Лора Рамзи) се влюбва в нея, мислейки я за момче. Двама от съотборниците на Дюк (в ролята Чанинг Тейтъм) се казват Тоби и Андрю.
- "Влюбеният Шекспир“[80] съдържа няколко препратки към „Дванайсета нощ“. В края на филма Елизабет I (Джуди Денч) заръчва на Шекспир (Джоузеф Файнс) да напише комедия за празника на дванадесетата нощ. Шекспировата любима във филма се казва Виола (Гуинет Полтроу), тя е дъщеря на заможен търговец и се дегизира като момче, за да стане актьор. През това време Шекспир – разорен драматург, който се бори с творчески блокаж – се опитва да напише „Ромео и Жулиета“. Във финалната сцена Виола е представена като истинското вдъхновение на Уилям Шекспир за главната героиня в „Дванайсета нощ“.

### Телевизия
- На 14 май 1937 г. телевизия BBC[81] в Лондон излъчва 30-минутен откъс от пиесата, първият известен случай на Шекспирова постановка, излъчена по телевизията. Продуцирана от Джордж О’Ферал[82], продукцията се отличава с участието на млада актриса, която по-късно печели Оскар – Гриър Гарсън[83]. Тъй като представлението е предавано на живо от студиата на BBC, а технологията за записване на телевизионни програми по това време още не съществува, няма запазен запис, само няколко фотографии.[84]

- Цялата пиеса е излъчена по телевизията за пръв път през 1939 година, режисирана от Мишел Сен Дени[85] и с участието на друг бъдещ носител на Оскар – Пеги Ашкрофт. Ролята на сър Тоби Хлъц е изиграна от младия Джордж Дивайн.[86]

- През 1957 г. друга адаптация на пиесата е излъчена от NBC[87] по американската телевизия Hallmark[88], с участието на актьора Морис Еванс в ролята на Малволио. Това е първата цветна версия, излъчвана някога по телевизията. В актьорския състав влизат още Денис Кинг[89], Розмари Харис[90] и Франсис Хайланд.[91]

- През 1966 г. се прави версия на австралийска телевизия.

- Друга продукция за телевизия във Великобритания се прави през 1969 г. от режисьорите Джон Сикъл[92] и Джон Декстър.[93] В нея са включени Джоан Плурайт[94] в ролята на Виола и Себастиан, Алек Гинес[95] като Малволио, Ралф Ричардсън като сър Тоби Хлъц и Томи Стийл[96] като Фесте.

- Още една телевизионна адаптация следва през 1980 година. Тази версия е част от поредицата на телевизия BBC за Шекспир. В нея участват Фелисити Кендал[97] в ролята на Виола, Шиниъд Кюсак[98] като Оливия, Алек Маккоуен[99] като Малволио и Робърт Харди[100] като сър Тоби Хлъц.

- През 1998 г. театър Линкълн център (Lincoln Center Theater) прави своя продукция, режисирана от Николас Хитнър. Тя е излъчена на живо по PBS. В ролите влизат Хелън Хънт[101] като Виола, Пол Ръд[102] като Орсино, Кайра Седжуик[103] като Оливия, Филип Боско[104] като Малволио, Брайън Мъри[105] като сър Тоби, Макс Райт[106] като сър Андрю и Дейвид Патрик Кели[107] като Фесте.

- Има телевизионна адаптация от 2003 г., режисирана от Тим Съпъл.[108] Действието протича в днешно време. В ролите участват Дейвид Тройтън[109] като сър Тоби, Парминдър Награ[110] като Виола, и Читуел Еджиофор[111] като Орсино. Филмът се отличава и с многоетническия си актьорски състав. Изобразяването на пристигането на Виола и Себастиан в Илирия напомня на новинарски кадри на търсещ убежище.

- В епизод на британския сериал „Skins“ главните герои изиграват „Дванайсета нощ“ като любовният триъгълник между Франки, Лив и Мати съответства на този в играта между Виола, Оливия и Орсино.[112]

### Радио
- Адаптация на „Дванадесета нощ“ от Катлийн Несбит[113] за Би Би Си е първата цялостна пиеса на Шекспир, излъчвана някога по британско радио. Това се случва на 28 май 1923 г. В ролите Несбит като Виола и Себастиан и Джералд Лорънс[114] като Орсино.[115]

- През 1937 г. е извършена адаптация в CBS Radio Playhouse с участието на Орсън Уелс като Орсино и Талула Банкхед като Виола. Година по-късно Уелс играе Малволио в постановка с неговата театрална трупа Меркурий.

- Има няколко пълни адаптации по радио Би Би Си:
  - Излъчване на BBC Radio 4 от 1982 г. включва Алек Маккоуен като Орсино, Уенди Мъри като Виола, Норман Родуей като сър Тоби Белч, Андрю Сакс като сър Андрю Агуеек и Бернард Хептън като Малволио.
  - През 1993 г. BBC Radio 3 излъчва версия на пиесата (поставена на Карибите), с Майкъл Малони в ролята на Орсино, Ив Матесън като Виола, Ийн Кътбертсън като Малволио и Джос Окланд като сър Тоби Белч. Тази адаптация е излъчена отново на 6 януари 2011 г. от BBC Radio 7 (Radio 4 Extra).
  - 1998 г. още една адаптация на Радио 3 с Майкъл Малони, отново като Орсино, Джосет Саймън като Оливия и Ники Хенсън като Фесте.
  - През април 2012 г. BBC Radio 3 излъчва версия, режисирана от Сали Авенс, с Пол Готов като Орсино, Наоми Фредерик като Виола, Дейвид Тенант като Малволио и Рон Кук като сър Тоби Белч.

### Музика
- През 1888 г. Александър Кембъл Макензи[116] композира увертюра, базирана на „Дванайсета нощ“.
- През 1942 г. Джералд Финци[117] поставя песните „O Mistress Mine“ (акт II, сцена 3) и „Come Away, Come Away, Death“ (акт II, сцена 4).

- През 1943 г. Ерих Корнголд поставя песните Come Away, Death (акт II, сцена 4), O Mistress Mine (акт II, сцена 3), Adieu, Good Man Devil (акт IV, сцена 2), Hey, Robin (акт IV, сцена 2) и For the Rain, It Raineth Every Day (акт V, сцена 1) като цикъл песни, озаглавен Narrenlieder, Op. 29.
- Роджър Куилтър поставя O Mistress Mine и Come Away, Come Away, Death в своите Три Шекспирови Песни.
- Песенният цикъл на шведския композитор Свен-Ерик Йохансон за смесен хор и пиано Fancies I включва постановка във валсово време на O Mistress Mine (1974).

- Британският композитор Питър Расин Фрикър поставя O Mistress Mine през 1961 година.
- О, Mistress Mine, поставена от Питър Уорлок, 1924 г.
- О, Mistress Mine, поставена от Дейв Матюс, 2014 г.

### „Дванайсета нощ“ в България
- „Дванайсета нощ“ в Драматичен театър „Гео Милев“ – гр. Стара Загора – режисьор Венцислав Асенов
- „Дванайсета нощ“ в Малък градски театър „Зад канала“ – гр. София – режисьор Тея Сугарева
- „Дванайсета нощ“ в Родопски драматичен театър „Николай Хайтов“ – гр. Смолян
- „Дванайсета нощ“ в Драматичен театър „Сава Огнянов“ – гр. Русе – режисьор Петър Денчев

## Преводи на български
- Преводът на български е осъществен от Валери Петров. Издателство „Захари Стоянов“ издава всички произведения на Шекспир в осем тома. Валери Петров работи повече от четвърт век върху превода на Шекспир в тясно творческо сътрудничество с един от най-големите познавачи и специалисти на Шекспир – професор Марко Минков.